# HMS Berkeley (L17)
HMS Berkeley (L17) là một tàu khu trục hộ tống lớp Hunt Kiểu I của Hải quân Hoàng gia Anh Quốc được hạ thủy và đưa ra phục vụ vào năm 1940. Nó đã hoạt động trong Chiến tranh Thế giới thứ hai cho đến khi bị trúng bom trong trận Tấn công Dieppe vào ngày 19 tháng 8 năm 1942, và bị chiếc Albrighton (L12) đánh đắm.

## Thiết kế và chế tạo
Berkeley được đặt hàng cho hãng Cammell Laird tại Birkenhead trong Chương trình Chế tạo 1939 và được đặt lườn vào ngày 8 tháng 6 năm 1939. Nó được hạ thủy vào ngày 29 tháng 1 năm 1940 và nhập biên chế vào ngày 6 tháng 6 năm 1940 dưới quyền chỉ huy của Hạm trưởng, Thiếu tá Hải quân Hugh Walters. Tên nó được đặt theo một rừng săn cáo tại Hertfordshire, Anh, và là chiếc tàu chiến đầu tiên của Hải quân Anh mang cái tên này.

## Lịch sử hoạt động

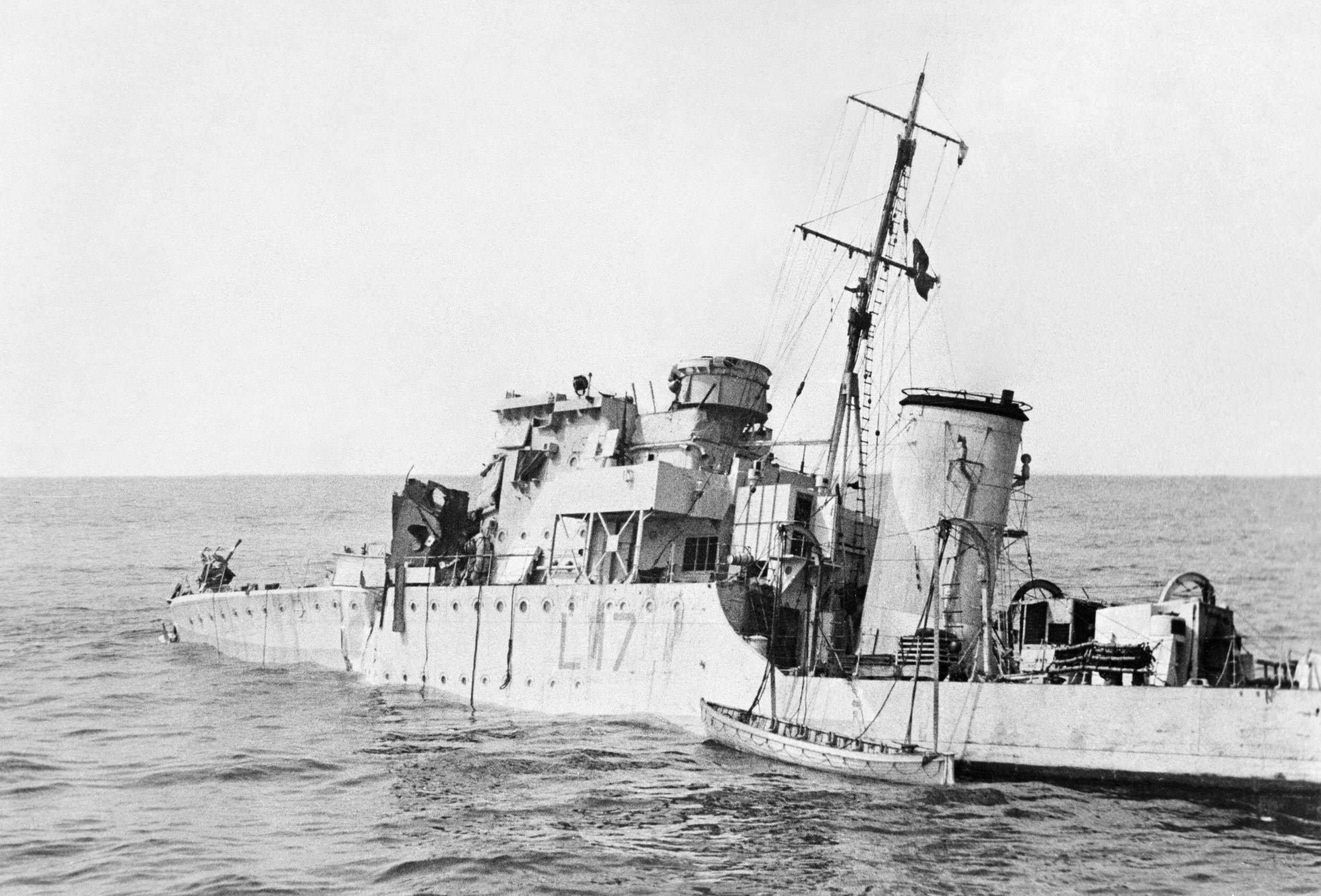
Berkeley sau khi trúng bom, 19 tháng 8 năm 1942.

Berkeley tham gia Chiến dịch Ariel nhằm triệt thoái phần còn lại của Lực lượng viễn chinh Anh khỏi các cảng ở miền Tây nước Pháp; và đã sẵn sàng cho cuộc thương lượng giữa Paul Reynaud và chính phủ Đệ tam Cộng hòa Pháp với Thủ tướng Anh Winston Churchill. Sau khi Pháp thua trận, nó đã giúp triệt thoái nhân sự Tòa Đại sứ Anh, Tổng thống lưu vong Ba Lan Władysław Raczkiewicz cùng các binh sĩ Ba Lan và Tiệp Khắc.
Vào tháng 8 năm 1940, đã hộ tống cho các tàu rải mìn trong Chiến dịch rải mìn SN32, rồi trải qua tháng 9 tham gia hoạt động tuần tra chống xâm nhập trong khuôn khổ Chiến dịch Sea Lion tại eo biển Manche. Nó hộ tống các đoàn tàu vận tải trong tháng 10 và tháng 11, và đến ngày 20 tháng 12 đã bị hư hại do trúng một quả thủy lôi tại Medway, và được sửa chữa tại Xưởng tàu Chatham.
Sau khi hoàn tất sửa chữa, Berkeley tiếp nối hoạt động hộ tống vận tải vào tháng 1 năm 1941. Vào ngày 22 tháng 2, nó đã hộ tống cho tàu khu trục Icarus (D03) trong Chiến dịch rải mìn JK ngoài khơi bờ biển nước Pháp. Trong thời gian còn lại của năm 1941, nó hộ tống các đoàn tàu vận tải và tuần tra trong eo biển Manche. Vào tháng 2 năm 1942, nó tham gia một nỗ lực không thành công nhằm đánh chặn các thiết giáp hạm Đức Quốc xã Scharnhorst và Gneisenau khi chúng vượt qua eo biển Manche. Đại úy Hải quân James York nắm quyền chỉ huy con tàu vào ngày 27 tháng 3, và nó tiếp tục nhiệm vụ hộ tống vận tải cho đến tháng 7, khi nó được chọn để tham gia lực lượng hải quân hỗ trợ cho Chiến dịch Jubilee. Vào ngày 18 tháng 8, nó hộ tống cho lực lượng tham gia cuộc Đột kích Dieppe. Trong một cuộc không kích vào ngày 19 tháng 8, nó bị một máy bay Focke-Wulf Fw 190 ném trúng hai quả bom, vốn đã làm vỡ lườn tàu và khiến thiệt mạng 13 thủy thủ. Do hư hại nặng đến mức không thể kiểm soát, con tàu bị bỏ lại rồi bị đánh đắm bởi ngư lôi phóng từ tàu khu trục hộ tống Albrighton, và đắm tại tọa độ 49°59′B 01°02′Đ / 49,983°B 1,033°Đ.